# Zénith (Guadalupe)
El Zénith (Guadalupe) es un equipo de fútbol de Guadalupe que juega en la División Regional 3 de Guadalupe, la tercera división nacional.

## Historia
Fue fundado en el año 1955 en la ciudad de Morne-à-l'Eau, y logra sus primeros títulos a finales de los años 1980 donde gana por primera vez la División de Honor de Guadalupe, además de ganar la Copa de Guadalupe en ese año y ser finalista de la Copa DOM en 1989 donde pierde ante el SS Saint-Louisienne de Isla Reunión.
A nivel internacional participó por primera vez en la Copa de Campeones de la Concacaf 1988 en donde fue eliminado en la segunda ronda por el SV Robinhood de Surinam.

## Palmarés
- División de Honor de Guadalupe: 1

1988/89
- Copa de Guadalupe: 1

1989

## Participación en competiciones de la Concacaf
- Copa de Campeones de la Concacaf: 2 apariciones

1989 - Segunda Ronda
1990 - Segunda Ronda